# Noemí Esther Gianetti de Molfino
Noemí Esther Gianetti de Molfino (Mima y/o Mimí), (8 de mayo de 1925, Saladillo, provincia de Buenos Aires, 19 de julio de 1980, Madrid, España) fue una activista por los derechos humanos, Madre de Plaza de Mayo, detenida-desaparecida en Lima, para ser luego trasladada a Bolivia, Brasil y España, donde fue asesinada por integrantes del Batallón de Inteligencia 601 de Argentina, con la complicidad y el encubrimiento de las autoridades españolas, brasileñas, bolivianas y peruanas, con conocimiento de los Estados Unidos, en el marco del Plan Cóndor.

## Biografía
Conoció a José Adán Molfino Vénere,  uno de los mejores poetas que dio el Chaco, (al decir de Aledo Luis Meloni) en la ciudad de Saladillo, de donde era oriunda,  con quien se casó y tuvieron seis hijos: Miguel Ángel, Alejandra, Marcela Esther, Liliana, José Alberto y Gustavo Carlos.
Vivieron sucesivamente en Paraguay, donde José fue agregado cultural de la Embajada Argentina en Asunción, en Buenos Aires y finalmente en el Chaco. Sus hijos sabían tocar un instrumento cada uno y los viernes fue decretado “día familiar”. Pasaban las horas divirtiéndose, haciendo teatro y disfrutando de ese amor que los unía, hasta que la prematura muerte del padre, a los 39 años, trajo una difícil situación.
Los hermanos mayores Miguel Ángel y Alejandra, organizaban “asambleas de hermanos” para tomar todas las decisiones familiares importantes en conjunto. Algunos hermanos militaban en el Partido Revolucionario de los Trabajadores (PRT) y otros en el Peronismo de Base.

## Hijos uno por uno
1) Miguel Ángel Molfino, militante del Partido Revolucionario de los Trabajadores (PRT), periodista y escritor que fue secuestrado en Buenos Aires el 23 de mayo de 1979 y alojado en la comisaría 3. De allí fue derivado al Centro Clandestino de Detención (CCD) “Coordinación Federal”, de donde fue trasladado a la alcaidía policial de Resistencia, Chaco, y más tarde al CCD que funcionaba en la Brigada de Investigaciones, hasta que fue condenado por un Consejo de Guerra y legalizado. Estuvo en la Unidad 9 de La Plata, en Rawson y en la Unidad 7 de Resistencia. Fue liberado en diciembre de 1983. Narrador, cuentista, periodista, es un multifacético escritor con una historia para contar. De un pasado marcado por la militancia y un sueño de revolución, a un universo literario que integra a Faulkner y a Onetti. De una pasión revelada en la cárcel a una familia disgregada por la Dictadura;
2) Alejandra Molfino, estudiante de Ingeniería de la UNNE y militante en el sindicato docente, detenida en mayo de 1976 y llevada a la cárcel de Devoto, donde estuvo un año hasta que le dieron la opción de salir del país (se exilió en Francia);
3) Marcela Esther Molfino de Amarilla, (15 de noviembre de 1952, Buenos Aires, desaparecida en San Antonio de Padua, Buenos Aires,17 de octubre de 1979) estudiante del Profesorado de Letras en la Universidad Nacional del Nordeste (UNNE), militante del Peronismo de Base, luego de la Juventud Peronista (JP) y Montoneros, detenida desaparecida por la última dictadura cívico militar argentina;
4) Liliana Molfino, militante del Frente Antiimperialista por el Socialismo (FAS);
5) José Alberto Molfino, junto a Liliana sostuvieron durante toda la dictadura un exilio interno, viviendo en Resistencia, Chaco;
6) Gustavo Carlos Molfino, cuyo testimonio resulta clave para reconstruir la historia familiar. Se exilió junto a su madre cuando era estudiante secundario. Militó en el MPM y después del asesinato de Noemí viajó a Nicaragua, donde participó de la Revolución Sandinista. Volvió de su exilio en 1984. Desde 1980, es querellante en la causa por el asesinato de su madre. También forma parte del colectivo de familiares Juicio Campo de Mayo Causa Contraofensiva, donde se presentó como querellante. Actualmente, Gustavo se dedica a la fotografía y trabaja en la Cámara de Diputados de la Nación.

## Militancia
Noemí sufrió el secuestro de dos de sus hijos y entendió la clandestinidad de los que estaban militando, y así comenzó su propia militancia. Su hija Marcela Esther Molfino de Amarilla fue secuestrada el 17 de octubre de 1979 y su hijo Miguel Ángel Molfino, fue secuestrado en Buenos Aires el 23 de mayo de 1979.  De los siete integrantes de la familia, Noemí y sus seis hijos, cuatro sufrieron en forma directa la represión. Se contactó con familiares de presos políticos y con otras Madres de Plaza de Mayo. Colaboró con la organización Montoneros y denunció en el exterior la masiva violación de los derechos humanos que se estaba perpetrando en la Argentina. Se acercó a los organismos internacionales y participó en la Comisión de Derechos Humanos de las Naciones Unidas donde incluso habló en público. Vivió un tiempo en París junto a varios de sus hijos.

## Secuestro y asesinato
En 1980, viaja a Perú junto a su hijo Gustavo y un grupo de exiliados argentinos a solicitar solidaridad al flamante gobierno democrático de Belaúnde Terry. Ignoraban que los esperaba en Lima una patota de militares argentinos, quienes contaban con el cobijo de las fuerzas armadas peruanas, en el marco del Plan Cóndor. Militares peruanos colaboraron con un comando de ocho oficiales del Ejército Argentino que viajaron a Lima para secuestrar, el 14 de junio de 1980, a Molfino y a otros tres argentinos, cuya investigación fue realizada por el exjuez Baltasar Garzón en el marco del sumario sobre los crímenes de la dictadura argentina. Fue trasladada a un centro de esparcimiento en Lima perteneciente al ejército peruano. Se sabe que pasó por Buenos Aires y que el 18 de julio ingresó a España con documentación falsa. Fue encontrada asesinada en un apartamento de la calle de Tutor 37 de Madrid el 21 de julio de 1980. Había muerto dos días antes. Se presume que sus secuestradores le ofrecieron liberarla si aceptaba un pasaje para viajar a Europa y un pasaporte falso. El crimen fue cometido en los años iniciales de la democracia española y contó con la complicidad y el encubrimiento de las autoridades españolas. Se sabe que los agentes, luego de matarla, abandonaron a Mima en su cuarto del apart hotel Muralta, en la habitación 604, colgando en el picaporte de la puerta el típico cartelito de “No Molestar”.

### El responsable
Rodolfo Eduardo Almirón, fue expolicía y jefe de asesinos de la Triple A en los Gobiernos de Juan Domingo Perón (1973-1974) y de su viuda, María Estela Martínez, Isabel (1974-1976), en lo que fue la antesala de la última y cruenta dictadura cívico militar de Argentina. Durante este periodo, Rodolfo Eduardo Almirón persiguió y mató ilegalmente a más de 1000 personas: políticos, sindicalistas, periodistas, sacerdotes, intelectuales, artistas, diplomáticos, estudiantes y militantes, entre ellas a Noemí.

### Infiltrado en su propio hogar
Julio César Marturet, exsubsecretario de Acción Cooperativa de Misiones, que fuera novio de su hija Marcela durante los 70, fue uno de los espías civiles que entre 1976 y 1983 reportaban al Batallón 601. Su cargo fue el de Agente de Reunión, cuya función consistía en infiltrarse en distintos grupos para luego delatar nombres.El espía Marturet llegó a Resistencia en 1967 procedente de Goya, Corrientes, de donde es oriundo. Alquiló una habitación en una pensión vecina a la casa familiar de los Molfino en la que vivía también el sargento ayudante Cáceres, que revistaba en la unidad de la SIDE de Resistencia. Cuando finalmente la familia empezó a desarmarse (pasajes a la clandestinidad, cárcel, exilio) el espía Marturet –ya no conservaba el status de novio de Marcela– siguió concurriendo a la casa, ahora en plan de solo amigo.

## Nieto recuperado
El 4 de noviembre de 2009 las Abuelas de Plaza de Mayo dieron a conocer la restitución de la identidad del nieto 98: Martín Amarilla Molfino, el cuarto hijo de Marcela Molfino y Guillermo Amarilla, que nació en el Hospital Militar de Campo de Mayo, ocho meses después del secuestro de su mamá.

## Homenajes
- En octubre de 2014, los descendientes de Noemí recibieron de manos de la concejal Clarisse Pasmanter, copia de la Ordenanza Municipal de imposición de su nombre a la esquina de Juan B. Justo y Roque Sáenz Peña, en Resistencia.[12]
- El Intendente del municipio de Resistencia, Jorge Milton Capitanich y la familia Molfino-Giannetti, realizaron un acto en junio de 2016, en el que se colocó una baldosa alusiva frente al que fuera su domicilio, en Juan B. Justo esquina R. Sáenz Peña, y el descubrimiento de una escultura especialmente creada por la artista Mimo Eidman, en homenaje a Noemí, Madre de Plaza de Mayo en el exilio.[4]
- En Saladillo (BA), en marzo de 2017 se colocó, frente a la Escuela Primaria N.º 1, una señalética en homenaje a Noemi Esther Giannetti de Molfino y se hizo un acto en el Salón de Usos Múltiples de la escuela, en recuerdo de su exalumna víctima del terrorismo de Estado. Dicho homenaje fue realizado por el Colectivo Memoria, verdad y Justicia de Saladillo.